# Borgo metropolitano di Saint Pancras
Il borgo metropolitano di Saint Pancras fu un municipio metropolitano della vecchia contea di Londra esistito fra il 1900 e il 1965.

## Storia
L'autorità municipale fu istituita succedendo alla parrocchia di San Pancrazio, della quale ricalcò completamente il territorio, e fu subito sottoposta all'autorità provinciale del Consiglio della Contea di Londra. 
Esteso per 11 km², aveva una popolazione di 235 000 abitanti a inizio Novecento e di 135 000 residenti nei primi anni 1960.
Il palazzo municipale venne costruito nell'Ottocento in stile neoclassico quando la parrocchia aveva decuplicato la sua popolazione. Dopo la creazione della Grande Londra, l'area fu annessa dal borgo londinese di Camden di cui divenne capoluogo.